# ورم شبه غدي
الورم شبه الغدي (بالإنجليزية: Adenomatoid tumor)‏ هو ورم حميد ينشأ في طبقة الظهارة المتوسطة المبطنة لأعضاء الجسم. بشكل عام يظهر في القناة التناسلية كالخصيتين والبربخ. وهو ثاني أكثر الكتل المتكونة في كيس الصفن خارج الخصية شيوعًا بعد الورم الشحمي، ويمثل 30% من هذه الكتل. وقد يظهر في البنكرياس أيضًا. وفي الإناث قد ينشأ في الرحم وقناتي فالوب.

## الأعراض
يظهر في كيس الصفن على هيئة كتلة صغيرة غير مؤلمة أقل من 2 سم، وغالبًا ما يتم تشخيصه في سن 20 إلى 50 عامًا. يظهر في جهة واحدة عادةً الجهة اليسرى.

## التشخيص

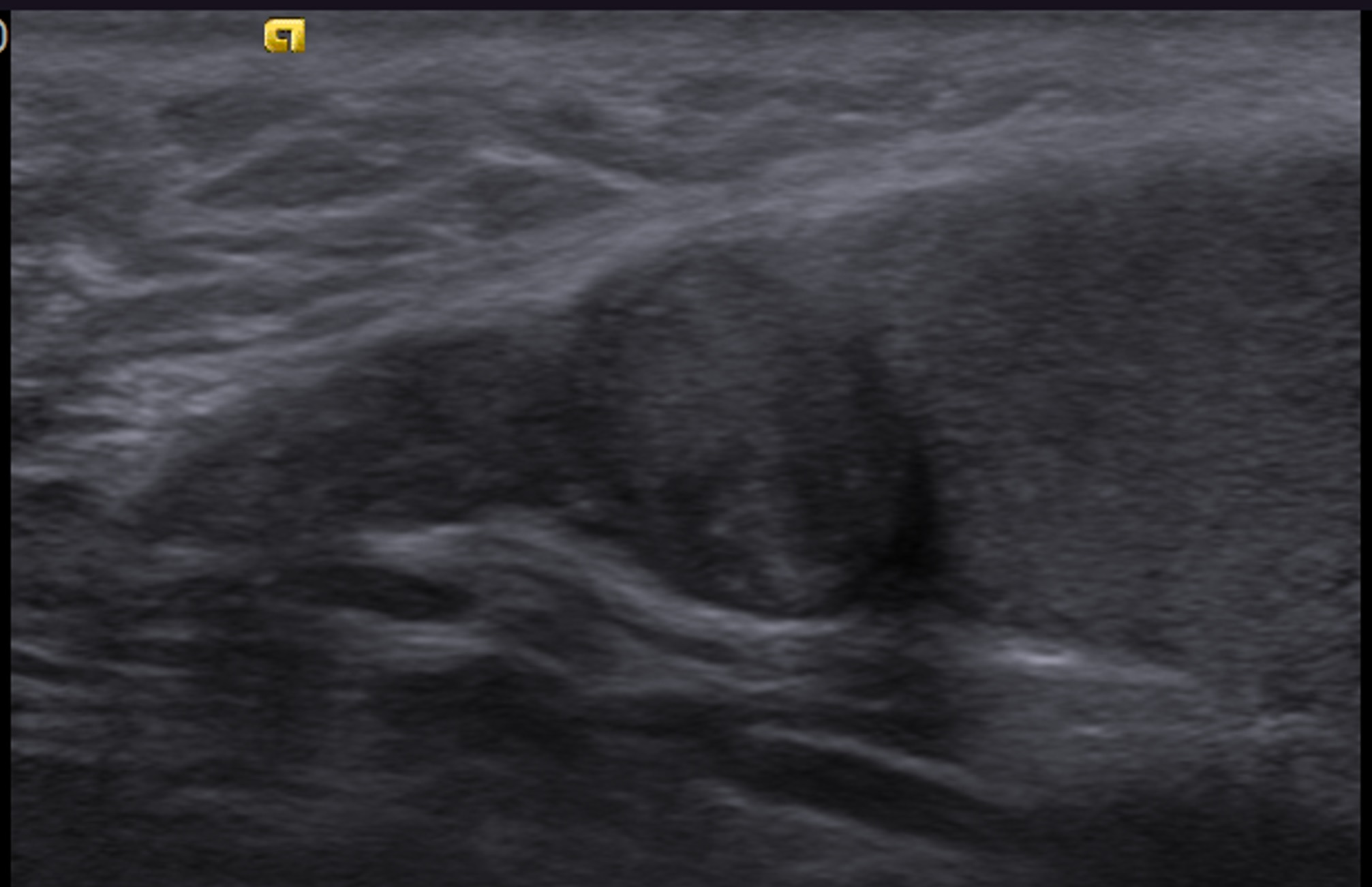
ورم شبه غدي في البربخ

يُشخص الورم بالأشعة التلفزيونية والتصوير بالرنين المغناطيسي، ويتم تأكيد التشخيص عن طريق أخذ عينة من الورم وفحصها.

## روابط خارجية
- الورم شبه الغدي في الخصية على موقع إي مديسن